# القاضي المهذب
أبو محمد الحسن بن علي بن إبراهيم بن الزبير الغساني الأسواني المصري (؟؟؟ - ربيع الآخرة 561 هـ/فبراير 1166 م) ويُعرَف بالقاضي المُهذَّب، هو كاتب وشاعر مصري من أسوان عاش في القرن السادس الهجري.

## سيرته
،ولِدَ الحسن بن علي بن إبراهيم مع بداية القرن السادس الهجري في مدينة أسوان، واشتهر شاعراً في مسقط رأسه يمدح أسرة بني كنز التي حكمت المنطقة، وفي فترةٍ من حياته غادر الحسن مدينة أسوان إلى القاهرة، وهناك اتصل بطلائع بن رزيك وتكسَّب من مديحه، ثُمَّ غادر إلى اليمن حيث ادعى الخلافة  أخيه المُسمَّى القاضي الرشيد، فسُجِنَ مع أخيه في اليمن من طرف الدولة الفاطمية، وبعد خروجهما من السجن عادا إلى مصر في 560 هـ. كان الحسن شاعراً بارعاً، ودرس في اليمن مؤلفات في علم الأنساب،  فصار حاذقاً مُتمرِّساً في هذا المجال، فصنَّف كتاباً كبيراً في الأنساب بالغ الدقة. وتعمَّق أيضاً في علوم القرآن، وألَّف تفسيراً ضخماً للقرآن، يُروَى أنَّه في خمسين مجلداً. تُوفِّي القاضي المهذب بعد عودته من اليمن بفترةٍ بسيطةٍ في 561 هـ.

## شعره
القاضي المهذب شاعر مُكثِر، وأسلوبه محكم متماسك فصيح، وتناول في شعره المديح والغزل والخمريات. وفي العصر الحديث نشِرَ ديوانه في عام 1984 بتحقيق محمد مصطفى رضوان، وفي 1988 بتحقيق محمد عبد الحميد سالم.

## مؤلفاته
تُنسَب إليه المؤلفات التالية:
- «كتاب الأنساب».
- ديوان شعر.
- تفسيرٌ للقرآن.

## قراءات إضافية
- محمد عبد الحميد سالم، شعر المهذب بن الزبير أبي محمد الحسن بن علي بن الزبير المصري المتوفى سنة 561 هـ. دار هجر - جيزة. الطبعة الأولى - 1988.
- سعيدة محمد رمضان، شعر الرشيد والمهذب: من أعلام الأدب العربي في مصر، في القرن السادس الهجري. مركز البابطين لتحقيق المخطوطات الشعرية، دار الوفاء - الإسكندرية. الطبعة الأولى - 2012.